# Amaranthus crispus
Amaranthus crispus es una planta herbácea perteneciente a la familia Amaranthaceae.  

## Descripción
Se trata de una planta herbácea, anual escasamente pubescente. Puede crecer hasta alcanzar los 0,5 m de altura. Florece en verano a otoño. Crece generalmente en lugares desolados, hábitats perturbados, o cerca del agua. Se encuentra en EE. UU. en Nueva York, Nueva Jersey, Virginia y Carolina del Norte. Es nativa de Argentina, y también ha sido introducida en partes de Eurasia.

## Taxonomía
Amaranthus crispus fue descrito por (Lesp. & Thévenau) A.Terracc.  y publicado en  Atti Acad. Sc. Napol., ser. 2 4: 188. 1890.
Etimología
Amaranthus: nombre genérico que procede del griego amaranthos, que significa "flor que no se marchita".
crispus: epíteto latino que significa "rizado".
Sinonimia
- Albersia crispa Asch. ex Hausskn.
- Amaranthus cristulatus Speg.
- Celosia crispus Lesp. & Thev.
- Euxolus crispus Lesp. & Thévenau[4]